# Maya Parbhoe
Maya Parbhoe (Paramaribo, 25 november 1988) is een Surinaamse ondernemer in de fintech-sector. In 2025 probeerde zij haar entree te maken in de politiek, eerst via de nieuw opgezette partij 597Netwerken en uiteindelijk op de lijst van de Nationale Partij Suriname (NPS).

## Biografie

### Jeugd en studie
De vader van Maya Parbhoe had medio jaren 1990 een computerzaak, waardoor zij als kind leerde om te programmeren en aan computers te sleutelen. Haar opa was politiek actief en haar vader had ook die ambities. In 1998 verkreeg hij de licentie voor een casino, als een van de eersten van de regering onder Jules Wijdenbosch. Op 4 september 2001, ze was toen dertien jaar oud, werd hij 's nachts vermoord op een terras in het uitgaanscentrum in Paramaribo. Een paar dagen eerder zou hij corruptie blootgelegd bij De Surinaamsche Bank.
Van 2006 tot 2008 studeerde ze econometrie aan de Erasmus Universiteit Rotterdam. Daarna rondde ze haar Bachelor of Business Administration (BBA) af bij Hogeschool Inholland en daarna behaalde ze opnieuw een BBA-graad aan de Florida International University.

### Onderneemster
Nog voor haar studie, begon ze op haar vijftiende met Quickship, een bedrijf op het gebied van vastgoed en logistiek.
Sinds medio jaren 2020 is ze ceo van Daedalus Labs, een bedrijf op het gebied van bitcoin en nostr. Het is gericht op het met bitcoin-technologie ontwikkelen van de infrastructuur van de kapitaalmarkt. Ze is daarnaast bestuurslid van het Surinaamse ingenieursbureau Icarus Geo.
Ze zorgde ervoor dat Suriname meedoet aan het programma MIT REAP, het Regional Entrepreneurship Acceleration Program (REAP) van het Massachusetts Institute of Technology (MIT), wat een aanpak vormt voor het versterken van innovatiegedreven ondernemende ecosystemen (innovation-driven entrepreneurial [IDE] ecosystems). In de praktijk wil ze hiermee de landbouw in Suriname helpen innoveren, exporten vergroten en zorgen dat de opkomende Surinaamse oliesector een succes wordt. Het uiteindelijke doel voor Suriname is de omvorming naar welvaart, duurzaamheid en economische groei. Volgens haar is de grootste uitdaging echter om in de Surinaamse mannenwereld serieus genomen te worden.

### Politieke ambities
In een interview met Parbode in mei 2024 gaf ze haar visie over het betalingsverkeer in Suriname. Het land loopt achter op de digitale transformatie in de financiële sector. Veel Surinamers betalen nog contant en hebben geen debet- of creditcard. Hierdoor zou Suriname veel kansen mislopen. Ze sprak in Amerika en Europa in panels en benaderde instituten en bedrijven op het World Economic Forum in Davos om in Suriname te investeren, in een poging om Suriname te helpen financieel te ontsluiten. Op haar uitnodiging was de Canadese bitcoin-ondernemer Samson Mow eind 2023 in Suriname om met president Chan Santokhi en Surinaamse bedrijfsleiders te praten over de ontwikkeling van Suriname met behulp van bitcoin.
Parbhoe was sinds juli 2024 ondervoorzitter van de politieke partij 597Netwerken, met Ruben del Prado als voorzitter. Deze partij werd in november 2022 geproclameerd door Del Prado (arts), Jupta Itoewaki (inheems activist) en John Goede (tenniscoach). Het boterde niet tussen haar en Del Prado, met wie ze publiekelijk in aanvaring kwam. Eind november 2024 stapte ze over naar de Nationale Partij Suriname (NPS) en sprak ze openlijk over haar wens om als presidentskandidaat de verkiezingen van 2025 in te gaan. Die ambitie had ze ook tijdens 597Netwerken publiek geuit, volgens Del Prado zonder dit met hem intern te bespreken.
Ze krijgt ruimte van van partijvoorzitter Gregory Rusland om zich binnen de NPS te bewegen en haar plannen te delen. De eerste versie van haar plannen deelde ze via haar website, Maya2025.com, waarop zij zich presenteert als presidentskandidaat. Een van haar plannen is om de munt van Suriname te vervangen door bitcoin, waarmee ze verder wil gaan dan hoe deze in El Salvador is geïntroduceerd. Tijdens de verkiezingen van 2025 stond zij op nummer 21 van de lijst van de NPS, maar ze verwierf geen zetel.